# Sino (Calcídica)
Sino (en griego, Σίνος) fue una antigua ciudad griega de la península Calcídica. 
Perteneció a la liga de Delos puesto que aparece en el registro de tributos de Atenas de los años 434/3, 433/2 y 421/0 a. C., donde pagó un phoros de 1500 dracmas en los dos primeros registros, y de 800 dracmas en el del año 421/0 a. C. También aparece en el registro de tasación de tributos de Atenas del año 422/1 a. C.
Probablemente el nombre de su territorio era Sinea, que aparece en un documento epigráfico fechado entre los años 305-297 a. C.
Se ha sugerido que estuvo ubicada en la región de Botiea.